# 이스마엘의 유령
《이스마엘의 유령》(프랑스어: Les Fantômes d'Ismaël, 영어: Ismael's Ghosts)은 2017년 개봉한 프랑스의 드라마 영화이다. 아르노 데플레생이 감독을 맡았으며 각본에도 참여했다. 2017 칸 영화제 개막작이다.

## 출연

### 주연
- 마티유 아말릭
- 마리옹 꼬띠아르
- 샤를로뜨 갱스부르

### 조연
- 루이 가렐
- 알바 로르와처
- 라스즐로 스자보
- 이폴리트 지라르도
- 사미르 구에스미